# Líbero (voleibol)

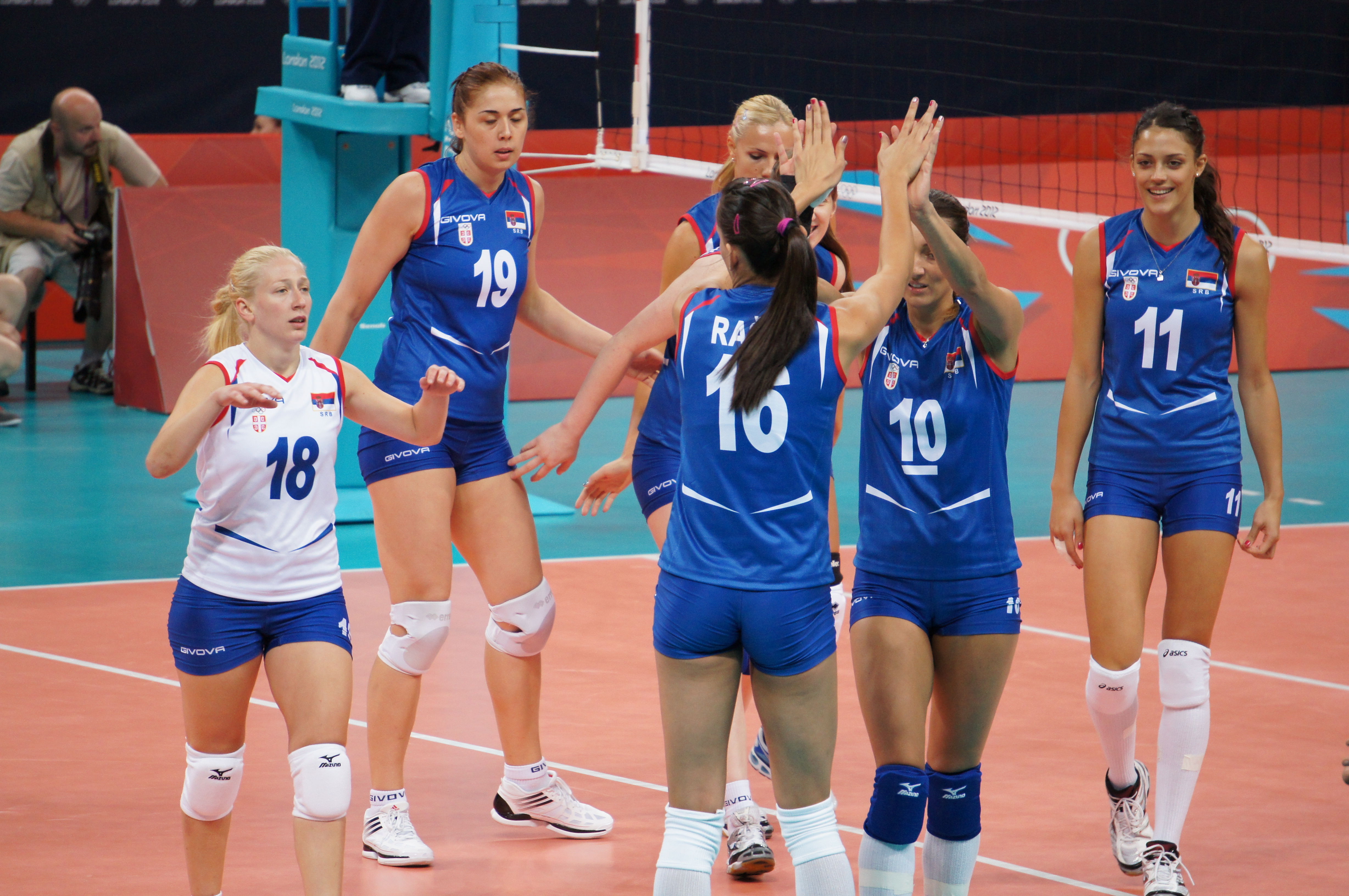
Selección de voleibol de Serbia: la jugadora que viste de blanco, Suzana Ćebić, es la líbero.

En el voleibol, el líbero es un jugador dedicado a labores defensivas. Puede entrar y salir continuamente del campo, sustituyendo normalmente al jugador central o a cualquier otro, que por rotación se encuentran en posición defensiva. El objetivo de esta figura es que cubra el espacio de los atacantes, generalmente más altos y con peor rendimiento en recepción.
La Federación Internacional de Voleibol introdujo el líbero en 1998 por dos razones: incrementar la duración de las acciones, y que los jugadores de menor estatura pudieran especializarse en una demarcación.
El líbero tiene unas reglas diferentes que limitan su labor. En términos generales, sólo puede actuar en posiciones defensivas (1, 6 y 5):
- No puede bloquear
- No puede completar un ataque cuando el balón supera por completo el borde superior de la red.
- Si realiza un pase de dedos en la zona de ataque, el atacante deberá golpear el balón por debajo del borde superior de la red. El pase de antebrazos está permitido.

Cada equipo puede contar con un máximo de dos líberos en su plantilla y estos jugarán con un uniforme de diferente color al resto de sus compañeros. Los reemplazos del líbero son ilimitados, pero debe haber una jugada completada entre dos cambios. El líbero sólo podrá ser reemplazado por el jugador titular que había sido sustituido o bien por el segundo líbero.